# Pseudagrion luzonicum
Pseudagrion luzonicum – gatunek ważki z rodziny łątkowatych (Coenagrionidae). Jest endemitem Filipin – występuje jedynie w środkowej części wyspy Luzon.